# Istifan al-Duwayhi
Istifan al-Duwayhi ou Estephan El Douaihy (árabe: اسطفانوس الثاني بطرس الدويهي; ALA-LC: Isṭifānūs al-thānī Buṭrus al-Duwayhī; francês: Étienne Douaihi; latim: Stephanus Dovaihi; italiano: Stefano El Douaihy; 2 de agosto de 1630, Ehden – 3 de maio de 1704, Qannoubin) foi o 57º Patriarca de Antioquia da Igreja Maronita, servindo de 1670 até sua morte.
Ele é considerado um dos maiores historiadores libaneses do século XVII e era conhecido como “O Pai da História Maronita”, “Pilar da Igreja Maronita”, “O Segundo Crisóstomo”, “Esplendor da Nação Maronita” e “A Glória do Líbano e dos Maronitas”.
Foi declarado Venerável em 2008, pelo Papa Bento XVI, e beatificado em 2 de agosto de 2024, após o reconhecimento de um milagre pelo Papa Francisco, em uma cerimônia realizada em Bkerké, Líbano.

## Primeiros anos
A Casa al-Duwayhi/El Douaihy é uma importante família nobre libanesa, os primeiros proeminentes xeques feudais maronitas do norte do Líbano a governar Ehden, Zgharta. Afirmam-se descendente de franceses que vieram da cidade de Douai, capital do antigo Ducado Franco de Ostrevant, na Primeira Cruzada. A família gerou três patriarcas, trinta e quatro bispos e muitos religiosos.
Istifan al-Duwayhi nasceu ao norte de Zgharta, parte do Império Otomano, mas agora no Líbano, filho do diácono Mikhael Duwayhi e Mariam Duwayhi. Seu pai morreu quando ele tinha três anos. Aos cinco anos, ele entrou na Escola Paroquial de São Pedro. Graças ao Patriarca Gerges Omayra Duwayhi e o Bispo Elias Duwayhi, ganhou uma bolsa de estudos para Roma quando tinha 11 anos. Ele ingressou no Colégio Maronita de Roma, fundado pelo Papa Gregório XIII e dirigido pelos jesuítas. Apesar de reconhecido por seus estudos, perdeu a visão aos 14 anos, enfrentando a perspectiva de ser enviado de volta ao Líbano. Em um momento de desamparo, após passar uma noite inteira em oração ardente diante de um ícone da Virgem Maria, sua visão teria sido restaurada.
Obteve um Doutorado em Filosofia e Teologia. Era fluente em árabe, siríaco, latim, italiano, grego e hebraico. Mais tarde, Istifan obteve algum conhecimento de francês e turco. Em 1655, após concluir sua formação, recusou as ofertas em universidades e cortes reais, escolhendo retornar ao Líbano.

## Sacerdócio
Foi ordenado sacerdote em 25 de março de 1656, pelo Patriarca Youhanna Bawwab el-Safrawi, no Mosteiro dos Santos Sérgio e Baco em Ehden. Ele abriu uma escola gratuita para crianças no Mosteiro de St. Yacoub Al Ahbach em Ehden. Em 1657, foi enviado a Alepo pelo Patriarca Gerges Bshebhely, para trabalhar pela unidade dos cristãos e ajudar seu amigo, o Bispo Andrew Akijan, que se tornou o primeiro Patriarca Católico Sírio.
Em 1658, padre al-Duwayhi foi nomeado missionário da Congregação para a Propagação da Fé e retornou à sua escola em Ehden. No mesmo ano, foi enviado pelo Patriarca Bshebhely para Jheeta, Kasrouan, Líbano para ensinar e pregar, e depois para o Sul do Líbano, para Saida, Bekah, Marjehyoun. Finalmente, ele foi nomeado pastor de Ardee e das aldeias vizinhas no Norte do Líbano. Em 1662, a pedido do Patriarca Bshebhely e do povo, ele retornou a Alepo, onde foi chamado de “O Segundo Crisóstomo”. Permaneceu lá por seis anos. Em maio de 1668, Duwayhi retornou ao Líbano e foi com sua mãe e irmão para uma peregrinação à Terra Santa.

## Bispo e Patriarca
Ao retornar da Terra Santa, Istifan al-Duwayhi soube de sua eleição como Arcebispo de Chipre dos Maronitas. Recebeu a ordenação episcopal em 8 de julho de 1668, pelo Patriarca Bshebhely. Antes de partir para Chipre, o Patriarca Bshebhely o enviou para visitar e confortar as paróquias de Jebbee, Zawiya e Akkar, no norte do Líbano. No mesmo ano, ele entrou na Diocese de Chipre, estabelecendo sua residência em Nicósia, mas visitando todas as cidades maronitas da ilha, pregando, reunindo documentos e organizando a Diocese que estava vaga há trinta e quatro anos. O bispo deixou Chipre em 12 de abril de 1670, para uma curta visita ao Líbano, no dia em que o Patriarca Gerges Bshebhely morreu.
Em 20 de maio de 1670, o bispo Duwayhi foi eleito Patriarca de Antioquia. Dois dias depois, ele foi ordenado patriarca em Qannubine, a sede patriarcal naquela época, no Vale Sagrado. Sua confirmação pela Santa Sé aconteceu apenas dois anos depois, em 8 de agosto de 1672.
O Patriarca Istifan al-Duwayhi construiu vinte e sete igrejas e muitos monastérios, ordenou quatorze bispos e muitos padres. Protegeu a Igreja Maronita da latinização, construindo sua identidade própria, foi instrumental na fundação da Ordem Libanesa e na conversão à Fé Católica do Patriarca Melquita Cirilo e do estabelecimento do primeiro Patriarca Católico Sírio. Ele reorganizou a Igreja Maronita, reafirmou suas fundações e a dotou com o precioso de seus escritos. Durante seu Patriarcado, foi forçado nove vezes a fugir de sua Sé de Qannubine. Por isso, esteve constantemente em movimento, escondendo-se em cavernas e lugares quase insalubres, carregando notas e documentos, e escrevendo continuamente.
O Patriarca morreu em sua Sé de Qannubine, no aroma da santidade, em 3 de maio de 1704. Sepultado ao lado de outros patriarcas, na caverna de Santa Marina, nas profundezas do Vale do Kadisha; os restos mortais do patriarca foram transferidos em 2008 para a Igreja de São Jorge, em Ehden.

## Processo de beatificação
O “nihil obstat” foi emitido em 5 de dezembro de 1996 e o inquérito eparquial transcorreu entre 2000-2002, sendo validado ainda naquele ano. A Positio foi publicada em 2006, e após as sessões na Congregação para as Causas dos Santos, o decreto sobre as virtudes heroicas foi proclamado pelo Papa Bento XVI em 3 de julho de 2008, tornando o patriarca Venerável.
O processo diocesano para investigação sobre milagre de beatificação foi aberto pelo Patriarcado de Antioquia dos Maronitas em 2017, encerrado em 1 de agosto de 2019, e o decreto sobre a validade do inquérito proclamado em 4 de outubro do mesmo ano. As etapas seguintes no Vaticano decorreram em 2023 e 2024; em 14 de março de 2024, em audiência com o cardeal Marcello Semeraro, prefeito do Dicastério para as Causas dos Santos, o Papa Francisco autorizou o mesmo Dicastério a promulgar o decreto relativo "ao milagre atribuído à intercessão do venerável servo de Deus Stefano Douayhy, patriarca de Antioquia dos Maronitas".
A Igreja Católica Maronita celebrou a beatificação do Patriarca na sexta-feira, 2 de agosto de 2024, em Bkerké, ao norte de Beirute, sede do Patriarcado Católico Maronita de Antioquia. O Patriarca Maronita Béchara Pierre Cardeal Raï presidiu a missa com o representante papal, cardeal Marcello Semeraro. Simultaneamente, no Vaticano, foi realizada outra cerimônia para celebrar o recém-beatificado patriarca.

## Obras
Patriarca al-Duwayhi escreveu trinta livros extensos sobre história e liturgia da Igreja, além de comentários e enorme correspondência com papas, reis, cardeais e líderes cívicos. Grande parte de sua produção, principalmente nos campos da teologia litúrgica e história, só foi publicada postumamente, ou em alguns casos permanece em manuscrito. Sua maior obra, Manārat al-aqdās, sobre a história e teologia da Eucaristia, foi publicada em Beirute em dois volumes nos últimos anos do século XIX. Ele também escreveu sobre a ortodoxia dos maronitas, a história da Igreja Maronita, uma crônica e uma história do Colégio Maronita em Roma.
Entre seus escritos estão:
- Duwayhī, I., & Fahd, B. (1976). Tārīkh al-azminah. Dar Lahd Khatir, Lebanon. OCLC 41272562
- Duwayhī, I., & Tawtal, F. (1951). Tārīkh al-azminah, 1095–1699. Bayrūt: al-Matbaaah al-Kāthūlīkīyah. OCLC 23523055
- Duwayhī, I., & Hage, L. (1987). The Syriac model strophes and their poetic meters, by the Maronite Patriarch Stephen Douayhi an introduction, translation, commentary and critical edition. Kaslik, Lebanon: University of the Holy Spirit. OCLC 30610816
- Duwayhī, I., & Shartūnī, R. a.-K. (1980). Manārat al-aqdās. Rābitat al-Batrīark Istīfān al-Duwayhī al-Thaqāfīyah, Zgharta, Lebanon. OCLC 30043985
- Duwayhī, I., & Fahd, B. (1974). Kitāb al-sharh al-mukhtassar fī asl al-Mawārinah wa-thabātihim fī al-amānah wa-ṣiyānatihim min kull bidaah wa-kihānah. [Bayrūt]: Butrus Fahd. OCLC 17213148
- Duwayhī, I., & Daww, A. (1973). Asl al-Mawārinah. Manshūrāt Muaassasat al-Turāth al-Ihdinī, 1. Ihdan, Lebanon: [Muaassasat al-Turāth al-Ihdinī]. OCLC 43236202
- Duwayhī, I., & Hage, L. (1986). Les strophes-types syriaques et leurs mètres poétiques du patriarche maronite Etienne Douayhi. Bibliothèque de l'Université Saint-Esprit, 13. Kaslik, Liban: Bibliothèque de l'Université Saint-Esprit. OCLC 31052160
- Duwayhī, I., & Shartūnī, R. a.-K. (1890). Tārīkh al-tāifah al-Mārūnīyah. Bayrūt: al-Matbaah al-Kāthūlīkīyah. OCLC 25520233
- Duwayhī, I., & Fahd, B. (1974). Liber brevis explicationis de Maronitarum origine eorumque perpetua orthodoxia et salute ab omni haeresi et superstitione. S.l: s.n.]. OCLC 37682271